# Triệu Tài
Triệu Tài là một xã thuộc huyện Triệu Phong, tỉnh Quảng Trị, Việt Nam.

## Địa lý
Triệu Tài là một xã đồng bằng nằm về phía Đông Nam của huyện Triệu Phong, tỉnh Quảng Trị ở tọa độ từ 16°52’ đến 16°77’ vĩ Bắc và từ 107°10’ đến 107°12’ kinh Đông, có vị trí địa lý: 
- Phía đông giáp xã Triệu Sơn
- Phía tây giáp xã Triệu Thành
- Phía nam giáp xã Triệu Trung
- Phía bắc giáp xã Triệu Hòa và Triệu Trạch.

Xã cách trung tâm huyện Triệu Phong 10 km về phía tây, cách trung tâm thành phố Đông Hà 18 km về phía Tây.

## Hành chính
Xã Triệu Tài được chia thành 6 thôn: An Hưng, An Trú, Đồng Tâm 1, Đồng Tâm 2, Phú Liêu, Tài Lương.

## Giao thông
- Đường bộ: Xã có đường Quốc lộ 49C từ thị xã Quảng Trị đi qua
- Đường thủy: có hai nhánh sông của sông Vĩnh Định chảy qua.